# Varronia stellata
Varronia stellata är en strävbladig växtart som först beskrevs av Jesse More Greenman, och fick sitt nu gällande namn av A. Borhidi. Varronia stellata ingår i släktet Varronia och familjen strävbladiga växter. Inga underarter finns listade i Catalogue of Life.